# Salice Salentino
Salice Salentino ist eine italienische Gemeinde in der Provinz Lecce, Apulien. Auf einer Fläche von 58 km² leben 7732 Einwohner (Stand 31. Dezember 2023). Der Ort gibt dem gleichnamigen Wein seinen Namen.

## Geschichte
Gegründet wurde Salice Salentino von Raimondo Orsini del Balzo im 14. Jahrhundert.

## Verkehr
Der Bahnhof Salice-Veglie liegt an der Bahnstrecke Martina Franca–Lecce.

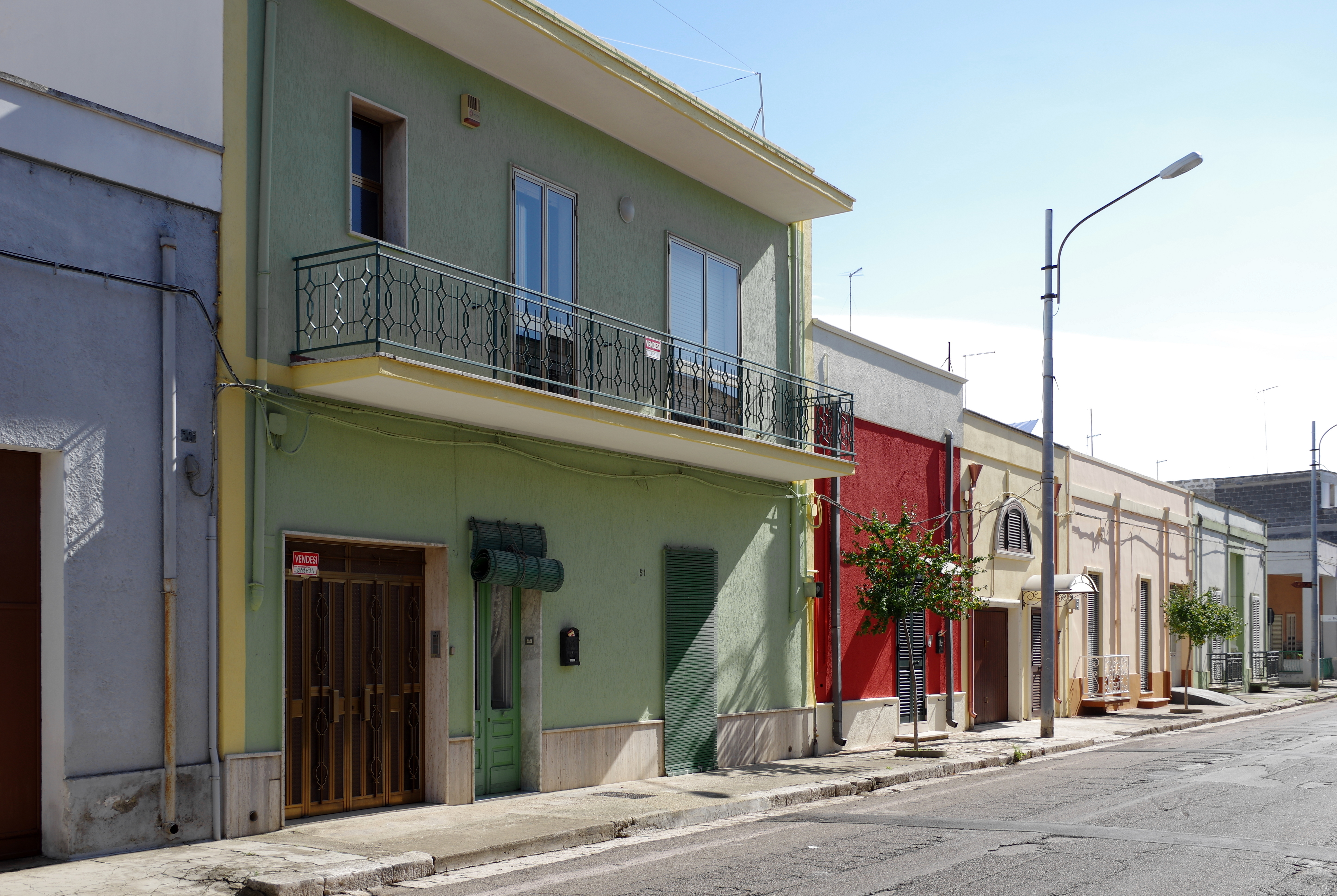
Straßenszene

## Sehenswürdigkeiten
- Kirche (Chiesa) Parrocchiale, gebaut ca. 1713
- Kloster (Convento) dei Riformati (nicht mehr bewohnt)

## Persönlichkeiten
- Mario Alberizzi (1609–1680), Kardinal
- Carlo Tamberlani (1899–1980), Film- und Theaterschauspieler